# Grijsrugdwerglijster
De grijsrugdwerglijster (Catharus fuscater) is een vogelsoort uit de familie lijsters (Turdidae).

## Verspreiding en leefgebied
Deze soort komt voor van Costa Rica tot noordelijk Bolivia en telt 7 ondersoorten:
- Catharus fuscater hellmayri: Costa Rica en westelijk Panama.
- Catharus fuscater mirabilis: oostelijk Panama.
- Catharus fuscater sanctaemartae: noordelijk Colombia.
- Catharus fuscater fuscater: van Colombia tot westelijk Ecuador, oostelijk Panama, westelijk Venezuela.
- Catharus fuscater opertaneus: westelijk Colombia.
- Catharus fuscater caniceps: noordwestelijk en centraal Peru.
- Catharus fuscater mentalis: zuidoostelijk Peru en noordwestelijk Bolivia.